# Мюнхен 1860
«Мюнхен 1860» (нем. Turn- und Sportverein München von 1860) — немецкий футбольный клуб из Мюнхена. Выступает в Третьей лиге. Офис клуба расположен в мюнхенском районе Гизинг (нем. Giesing), на Грюнвальдер-Штрассе, 114. Клуб, который также называет себя не иначе, как «большая любовь Мюнхена», впервые был основан 15 июля 1848 года. Вскоре после этого клуб попал под запрет из-за «республиканских махинаций». Он был вновь образован 17 мая 1860 года. Цветами клуба являются зелёный и золотой, однако больше известны белый и голубой цвета его футбольного отделения. Членство в клубе имеют более 20 тысяч человек. Клуб является одним из старейших футбольных клубов мира.
Национальную и даже европейскую известность клуб получил в 1960-е, когда футбольная команда смогла не только выиграть Кубок Германии 1964 и Бундеслигу 1966, но и дойти до финала Кубка обладателей кубков в 1965 году, где однако на «Уэмбли» перед 100 тысячами зрителей уступила лондонскому «Вест Хэму» 0:2. Кроме этого, клуб также выигрывал Кубок Германии в 1942 году и дважды становился вторым в Бундеслиге: в 1931 и 1967.
Хотя клуб и рассматривается как прежде всего футбольный, в нём были и есть другие отделения, которые тоже успешны на национальной и мировой спортивной арене. Так, на счету спортсменов клуба три олимпийских золота и больше сотни званий чемпионов Германии.

## Основные даты
- 15 июля 1848: основание клуба
- 17 мая 1860: повторное основание
- 25 апреля 1899: основано футбольное отделение
- 1926: завершение постройки стадиона «Грюнвальдер»
- 1931: вице-чемпионство
- 1942: победа в Кубке Германии
- 1963: клуб становится одним из клубов-основателей Бундеслиги
- 1964: победа в Кубке Германии
- 1965: клуб становится финалистом Кубка обладателей кубков
- 1966: чемпионство
- 1967: вице-чемпионство
- 1972: переезд на новый Олимпийский стадион
- 1976: возвращение на «Грюнвальдер»
- 1982: потеря лицензии и вынужденное понижение в классе до Оберлиги
- 1992—1994: два сезона, в течение которых команда вышла сначала из Оберлиги во Вторую Бундеслигу, а затем в Бундеслигу
- 1996: клуб выигрывает чемпионат Германии по футболу в залах, а также принимает участие в Кубке УЕФА
- 2000: участие в квалификационном раунде Лиги чемпионов 2000/01
- 2001: начинается постройка «Альянц Арены» (совместно с «Баварией»)
- 2004: президент клуба Карл-Хайнц Вильдмозер после коррупционного скандала покидает свой пост, его место занимает Карл Ауэр
- 2004: вылет во Вторую Бундеслигу и возвращение на «Грюнвальдер»
- 2005: переезд на новую «Альянц Арену»
- 2006: 27 апреля по причине финансовых проблем «Мюнхен 1860» продаёт «Баварии» свою долю владения «Альянс Ареной» и начинает арендовать у них стадион для игр.
- 2017: вылет в Регионаллигу по причине финансовых проблем. Аннулирование договора на аренду «Альянс Арены», команда возвращается на стадион «Грюнвальдер».
- 2018: победа в Регионаллиге и возвращение в Третью лигу. В следующем сезоне команда занимает 10-е место.

## История

### С 1848 по 1933 годы: начала
Клуб впервые был основан 15 июля 1848 года как «Мюнхенский клуб для занятий физкультурой» (нем. Münchner Turnverein). Через год (в 1849) клуб был запрещён властями из-за якобы проводившихся через него «республиканских махинаций». Повторное официальное основание состоялось 17 мая 1860 года. Спустя почти 39 лет, 25 апреля 1899, была основана футбольная команда «львов», которая провела свою первую официальную встречу с другой командой лишь через 3 года, 27 июля 1902. Тот матч она проиграла клубу «1. Münchner FC 1896» со счётом 2:4.
В 1911 году взятый в аренду участок земли на Грюнвальдер-Штрассе стал местом проведения домашних игр клуба, на месте которого в 1926 был построен «Грюнвальдер-Штадион» (тогда носивший имя президента клуба тех лет Генриха Циша), вмещавший до 40 тысяч зрителей.
В 1931 году команда впервые дошла до финала чемпионата Германии, где проиграла берлинской «Герте» 2:3.

### 1933—1945: клуб во времена национал-социализма
В отличие от «Баварии», которую в те времена пренебрежительно называли «еврейским» клубом, «львы» относились к числу «тех больших футбольных клубов, которые ещё до 1933 года поддерживали идеи национал-социализма». Наряду с бременским «Вердером», «Штутгартом», и «Шальке» «Мюнхен 1860» был одним из образцовых национал-социалистических клубов. Кроме того, в клубе все руководящие должности вскоре заняли члены НСДАП и СА (например, Фриц Эбенбёк, Себастиан Гляйкснер и Эмиль Кеттерер). Так, на клубном собрании уже в сентябре 1933 года был утверждён вождизм как один из важнейших принципов и было начато претворение его в жизнь. При новом руководителе, штурмбаннфюрере СА Фрице Эбенбёке также был принят новый устав клуба, в который включал в себя соблюдение арийского параграфа. Это означало окончательное исключение из рядов членов клуба последних остававшихся там евреев и «неарийцев». Футболисты клуба сначала противостояли занятию национал-социалистами руководящих постов в их отделении, однако затем пост руководителя футбольной команды занял член городского совета партии и «один из самых бесцеремоннейших главарей НСДАП в Мюнхене» Себастиан Гляйкснер.
Но при этом связи с НСДАП помогли клубу в 1930-е годы спастись от разорения и заложили основу будущих успехов 1950-х — 1960-х годов. После войны вплоть до 2000-х годов новости клуба продолжали ограничиваться лишь спортивными событиями, политические темы не затрагивались. Сегодня клуб поддерживает существующую с 1995 года болельщицкую организацию «Фанаты „львов“ против правых».
В 1942 году благодаря победе в Кубке Германии был завоёван первый титул клуба на национальной арене.

### 1945—1963: послевоенное время
После Второй мировой войны команда сначала играла с переменным успехом. В 1945 году она стала одной из команд-основательниц Оберлиги «Юг» и в 1948 году заняла там второе место, тем самым получив право принять участие в розыгрыше чемпионства, однако вылетела в первом же раунде, проиграв «Кайзерслаутерну». Это был первый и последний раз, когда клуб принимал участие в розыгрыше чемпионства; следующая победа в Оберлиге ему удалась лишь в 1963 году, в том же году была основана Бундеслига. После вылета из Оберлиги в 1953 году клуб провёл несколько сезонов в тогдашней Второй лиге «Юг» (1953-55 и 1956/57), прежде чем в 1957 снова окончательно закрепиться в Оберлиге «Юг». В 1961 году команду возглавил Макс Меркель и привёл её в 1963 к победе в Оберлиге, тем самым она квалифицировалась в только что созданную Бундеслигу.

### 1963—1970: чемпионство и финал Кубка обладателей кубков
| Сезон   | Место | Голы  | Очки  | Посещаемость |
| ------- | ----- | ----- | ----- | ------------ |
| 1963/64 | 7     | 66:50 | 31:29 | 31.949       |
| 1964/65 | 4     | 70:50 | 35:25 | 26.765       |
| 1965/66 | 1     | 80:40 | 50:18 | 29.316       |
| 1966/67 | 2     | 60:47 | 41:27 | 23.621       |
| 1967/68 | 12    | 55:39 | 33:35 | 19.611       |
| 1968/69 | 10    | 44:59 | 34:34 | 16.012       |
| 1969/70 | 17    | 41:56 | 25:43 | 14.923       |

В 1963 году «Мюнхен 1860» стал одним из клубов-сооснователей Бундеслиги. В 1964 клуб во второй раз в своей истории стал обладателем Кубка Германии, победив в финале франкфуртский «Айнтрахт» 2:0 и на следующий год выступил в Кубке обладателей кубков. В этом турнире «львы» дошли до финала, где уступили лондонскому «Вест Хэму» со счётом 0:2. Финальный матч состоялся на стадионе «Уэмбли» 19 мая 1965 года, на нём присутствовало 97 974 зрителя. С 8 по 22 туры сезона 1965/66 «Мюнхен 1860» держался на вершине таблицы Бундеслиги, но позже был смещён оттуда сначала дортмундской «Боруссией», а затем «Баварией». Лишь в предпоследнем туре клуб смог вернуть себе лидерство, выиграв в Дортмунде 2:0. В последнем туре «львы» сыграли вничью 1:1 с «Гамбургом», этого оказалось достаточно для удержания первого места в таблице и клуб в первый и пока что последний раз в своей истории стал чемпионом Германии. В следующем сезоне «1860» смог стать вице-чемпионом, но затем спортивные дела клуба только ухудшались и в 1970 году он вылетел в Региональную лигу.

### 1970—1977: пребывание во Второй Бундеслиге
| Сезон                                                       | Место | Голы  | Очки  | Посещаемость |
| ----------------------------------------------------------- | ----- | ----- | ----- | ------------ |
| 1970/71                                                     | 4     | 59:40 | 41:31 | 9.022        |
| 1971/72                                                     | 3     | 62:34 | 46:26 | 14.694       |
| 1972/73                                                     | 3     | 79:50 | 42:26 | 13.823       |
| 1973/74                                                     | 3     | 74:35 | 43:25 | 28.070       |
| 1974/75                                                     | 5     | 64:45 | 45:31 | 22.194       |
| 1975/76                                                     | 4     | 78:55 | 47:29 | 14.345       |
| 1976/77                                                     | 2     | 78:29 | 56:20 | 19.645       |
| Зелёный фон: Регионаллига Юг Золотой фон: Вторая Бундеслига |       |       |       |              |

На протяжении чуть более 10 лет после основания Бундеслиги и до основания Второй Бундеслиги в 1974 году вторым по силе футбольным дивизионом в ФРГ была Регионаллига. До 1977 года «Мюнхен 1860» каждый год лишь на несколько очков отставал от команд, занимавших места, дающие право выхода в Бундеслигу. 15 августа 1973 года на игре «Мюнхена 1860» против «Аугсбурга» в Регионаллиге был установлен рекорд посещаемости Олимпийского стадиона в Мюнхене. После того как мюнхенцы открыли счёт уже на третьей минуте матча, ещё стоящие на входе болельщики устремились внутрь стадиона. При этом пострадало 136 болельщиков, большая часть — при попытке перелезть через ограждения. Оценки количества присутствовавших на матче зрителей расходятся от 80 до 90 тысяч, а порой называются цифры в 100 тысяч человек. Этот матч, закончившийся со счётом 1:1, во всём мире считается игрой второй лиги с самым большим числом присутствовавших зрителей.

### 1977—1982: «американские горки» и потеря лицензии
| Сезон                          | Место | Голы  | Очки  | Посещаемость |
| ------------------------------ | ----- | ----- | ----- | ------------ |
| 1977/78                        | 16    | 41:60 | 22:46 | 28.894       |
| 1978/79                        | 1     | 75:38 | 53:23 | 15.858       |
| 1979/80                        | 13    | 42:53 | 30:38 | 28.967       |
| 1980/81                        | 16    | 49:67 | 25:43 | 23.805       |
| 1981/82                        | 4     | 87:56 | 45:31 | 11.511       |
| Золотой фон: Вторая Бундеслига |       |       |       |              |

«Львы» смогли продержаться в Бундеслиге всего один сезон. После неудачного «визита» в элитный дивизион команда в сезоне 1978/79 снова выступила во второй лиге, где ей удалось повторить достижение позапрошлого сезона и снова выйти в Бундеслигу. На следующий сезон мюнхенцы снова вылетели из неё. Спустя год, летом 1982, Немецкий футбольный союз лишил клуб лицензии, так как, по официальному заявлению, «Мюнхен 1860», которому не хватило всего 1 очка для выхода в Бундеслигу, в позапрошлом сезоне подверг себя слишком большим финансовым нагрузкам. С 1980 года за «Мюнхен 1860» играл молодой Руди Фёллер, однако из-за потери лицензии он покинул клуб и перешёл в бременский «Вердер».

### 1982—1994: тяжёлые годы до очередного выхода в Бундеслигу
| Сезон                                                  | Место | Голы  | Очки  | Посещаемость |
| ------------------------------------------------------ | ----- | ----- | ----- | ------------ |
| 1982/83                                                | 6     | 63:49 | 41:31 | 6.844        |
| 1983/84                                                | 1     | 79:38 | 51:25 | 7.273        |
| 1984/85                                                | 11    | 54:53 | 31:37 | 3.410        |
| 1985/86                                                | 2     | 83:44 | 48:20 | 7.350        |
| 1986/87                                                | 3     | 71:41 | 50:22 | 7.310        |
| 1987/88                                                | 3     | 71:42 | 40:24 | 4.120        |
| 1988/89                                                | 5     | 80:49 | 38:26 | 6.240        |
| 1989/90                                                | 2     | 60:25 | 44:16 | 8.447        |
| 1990/91                                                | 1     | 62:21 | 54:10 | 9.750        |
| 1991/92                                                | 10    | 31:32 | 30:34 | 13.866       |
| 1992/93                                                | 1     | 69:35 | 48:16 | 6.500        |
| 1993/94                                                | 3     | 55:38 | 47:29 | 15.865       |
| Золотой фон: Вторая Бундеслига Красный фон: Байернлига |       |       |       |              |

Вынужденное понижение в классе (до Байернлиги) означало сильные изменения в составе «львов». Команду покинули 14 игроков, было подписано 20 новых. Тем не менее, даже этого было явно недостаточно для возвращения во Вторую Бундеслигу. На следующий сезон клубу удалось попасть в плей-офф за право на повышение, однако там «Мюнхен 1860» выиграл лишь одну игру, проиграв оставшиеся пять. В сезоне 1984/85 команде некоторое время даже грозил вылет в Ландеслигу из-за частой смены тренеров. В том сезоне в качестве тренера «львов» себя пробовали Бернд Патцке, Октавиан Попеску, Эрих Беер и Вацлав (Венцель) Халама. В последующих сезонах «львы» несколько раз упускали возможность повышения, пока наконец не добились его в 1991 году под руководством Карстена Веттберга. Однако в следующем году «Мюнхен 1860» снова вылетел в Байернлигу, но всего лишь на один сезон. А затем Вернер Лорант в качестве тренера возглавил триумфальное возвращение клуба в высший немецкий футбольный дивизион. Радость болельщиков была совершенно грандиозной, когда прозвучал финальный свисток заключительной игры сезона 1993/94 и «Мюнхен 1860», победив в той игре в гостях клуб «Меппен» из одноимённого города, совершил впервые в истории немецкого футбола путь из третьей по силе лиге в Бундеслигу в течение двух сезонов. К тому времени мюнхенский клуб не играл в элите уже 13 лет. В следующем сезоне, благодаря полной самоотдаче игроков и большой удаче, «львам» удалось закрепиться наверху.

### 1994—2004: 10 лет в Бундеслиге
| Сезон   | Место | Голы  | Очки  | Посещаемость |
| ------- | ----- | ----- | ----- | ------------ |
| 1994/95 | 14    | 41:57 | 27:41 | 28.366       |
| 1995/96 | 8     | 52:46 | 45    | 32.105       |
| 1996/97 | 7     | 56:56 | 49    | 37.147       |
| 1997/98 | 13    | 43:54 | 41    | 29.348       |
| 1998/99 | 9     | 49:56 | 41    | 28.417       |
| 1999/00 | 4     | 55:48 | 53    | 27.282       |
| 2000/01 | 11    | 43:55 | 44    | 25.276       |
| 2001/02 | 9     | 59:59 | 50    | 26.024       |
| 2002/03 | 10    | 44:52 | 45    | 26.518       |
| 2003/04 | 17    | 32:55 | 32    | 28.331       |

До 2000 года клуб постоянно прогрессировал, в команду были приглашены такие известные футболисты, как, например, Томас Хесслер и Мартин Макс. Наряду с участием в Кубке Интертото и Кубке УЕФА, «Мюнхен 1860» также смог поучаствовать в квалификации к Лиге чемпионов, заняв 4 место в Бундеслиге в сезоне 1999/2000. В этом сезоне «синим» впервые удалось выиграть оба дерби против «Баварии» (1:0, 2:1). Затем клуб уже не смог повторить таких успехов. Вернер Лорант был уволен с поста главного тренера «Мюнхена 1860» 18 октября 2001 года, спустя 5 дней после разгрома от «Баварии» со счётом 1:5.
Всё более актуальным в это время также становился вопрос стадиона. В 1995 году клуб решил более не перестраивать «Грюнвальдер» и с тех пор играл на нелюбимом многими болельщиками Олимпийском стадионе. После первоначальной волны эйфории и клубных рекордов посещаемости матчей вкупе с успехами на внутренней арене, интерес к клубу к началу нового тысячелетия начал постепенно спадать. Это было среди прочего связано с ухудшающимися результатами. Среди болельщиков возникали споры по поводу места проведения домашних матчей, которые приводили к настоящему расколу среди фанатских группировок. Оживлённые дискуссии шли по поводу модернизации Олимпийского стадиона и участия клуба в запланированной постройке новой «Альянц Арены».
После того как преемник Лоранта на посту тренера Петер Пакульт не смог повторить успехов своего предшественника, в марте 2003 его на тренерском мостике сменил Фалько Гёц. Гёц вынужден был по финансовым причинам перестраивать состав и заменять «звёзд» вроде Хесслера, Макса и Шукера молодыми игроками. После довольно успешного начала сезона ближе к началу второго круга команда под руководством Гёца оказалась в борьбе за выживание. Кроме того, в марте 2004 тогдашний президент клуба Карл-Хайнц Вильдмозер и его сын были задержаны по обвинению во взяточничестве в ходе строительства стадиона. Это ускорило и так нарастающий кризис внутри клуба. Разногласия о полномочиях между новым президентом клуба Карлом Ауэром и экс-министром культуры Германии Хансом Цеэтмайром, занимавшим пост вице-президента, вылились в то, что Гёц был уволен с тренерской должности. Цеэтмайр объявил об уходе тренера, не согласовав это с президентом и остальным руководством, за что он впоследствии был резко раскритикован и спустя некоторое время ушёл в отставку. Следующим тренером «Мюнхена 1860» стал Геральд Ваненбург, бывший игрок клуба, который, однако, уже не сумел спасти «львов» от вылета.
Позже следствие по делу против бывшего президента Карла-Хайнца Вильдмозера было приостановлено, в то время как его сын, являвшийся коммерческим директором как клуба, так и компании, занимавшейся вводом «Альянц Арены» в эксплуатацию, был приговорён к лишению свободы на длительный срок.

### С 2004 года: вновь вторая лига
| Сезон                          | Место | Голы  | Очки | Посещаемость |
| ------------------------------ | ----- | ----- | ---- | ------------ |
| 2004/05                        | 4     | 52:39 | 57   | 20.140       |
| 2005/06                        | 13    | 41:44 | 42   | 41.720       |
| 2006/07                        | 8     | 47:49 | 48   | 35.688       |
| 2007/08                        | 11    | 42:45 | 41   | 35.071       |
| 2008/09                        | 12    | 44:46 | 39   | 28.135       |
| 2009/10                        | 8     | 43:45 | 48   | 22.515       |
| 2010/11                        | 9     | 50:36 | 50   | 19.526       |
| 2011/12                        | 6     | 62:46 | 57   | 22.903       |
| 2012/13                        | 6     | 39:31 | 49   | 22.682       |
| Золотой фон: Вторая Бундеслига |       |       |      |              |

После Ваненбурга пост тренера клуба занял Руди Боммер, имевший опыт выступления во Второй Бундеслиге. Под его руководством клуб устремился к возвращению в Бундеслигу. Однако Боммер был уволен уже в ноябре 2004 ввиду неудовлетворительных результатов. Его место занял Райнер Маурер, при Боммере занимавший должность помощника тренера и тренера молодёжки. Надежды «Мюнхена 1860» о скором возвращении в высший дивизион разбились лишь в последнем туре. Команда заняла в итоге 4 место. Первый сезон на «Альянц Арене» начался для «львов» многообещающе. Некоторое время в начале первого круга мюнхенский клуб был лидером в турнирной таблице, к зимней паузе, однако, относился уже только к расширенному списку фаворитов. Домашняя ничья 0:0 против аутсайдеров из Алена привела к отставке Райнера Маурера. Вакантное место тренера занял Вальтер Шахнер, а на должность спортивного директора был нанят Штефан Ройтер.
Финансовое и спортивное положение клуба стало весной 2006 года угрожающе опасным. В марте президент Карл Ауэр объявил о своём уходе по состоянию здоровья, его пост занял прежний председатель совета директоров клуба Альфред Ленер. На место коммерческого директора был приглашён Штефан Циффцер. Через некоторое время «львов» от банкротства спас заклятый соперник — «Бавария», выкупив у них их часть прав на «Альянц Арену» за 11 миллионов евро и предоставив право обратного выкупа. Под руководством тренера Вальтера Шахнера команда попала под угрозу вылета. Прописку во Второй Бундеслиге удалось сохранить лишь в последнем туре благодаря домашней победе над также стоящим на вылет «Саарбрюккеном» со счётом 1:0. Сезон был завершён на 13 месте.
Работа с молодёжью была, напротив, увенчана успехом: юноши до 17 лет впервые выиграли чемпионский титул. Немецкий футбольный союз присудил медали имени Фрица Вальтера братьям-близнецам Бендерам. Ларсу досталось золото, а Свену — бронза. Также в том году был награждён Александр Эберляйн (серебро). Новым президентом клуба 28 марта 2007 года стал Альбрехт фон Линде. Возвращение в Бундеслигу, однако, не удалось и с третьей попытки. После ровного сезона без взлётов и падений команда финишировала на 8 месте. По ходу сезона 2006/07 опять произошла смена тренера: Вальтер Шахнер был уволен и весной 2007 «львов» возглавил их бывший игрок Марко Курц. В финансовом отношении клуб продолжал оставаться на плаву.
После удачно проведённой первой половины сезона 2007/08 во втором круге «Мюнхен 1860» скатился в середину таблицы. От вылета себя команда обезопасила только в предпоследнем туре, сыграв дома вничью 1:1 с «Оснабрюком», в таблице второго круга клуб оказался на последнем месте. После игры с «Оснабрюком» коммерческий директор Штефан Циффцер сказал: «Рыба начинает гнить с головы, в нашем случае голова — это президент. Этот президент — это просто позор для клуба». Логичным следствием конфликта стало увольнение Циффцера. Причиной разногласий стали диаметрально противоположные взгляды на экономический курс клуба и не опровергнутые президиумом сообщения в СМИ о предстоящем увольнении спортивного директора Штефана Ройтера. 26 мая 2008 года Альбрехт фон Линде объявил о своём уходе, совет директоров на том же заседании единогласно выбрал в качестве его преемника Райнера Бека.
После всего 8 побед в 2008 календарном году и поражения впервой же игре 2009 года Штефан Ройтер был уволен. Его место занял Манфред Штофферс, спортивным директором стал Мирослав Стевич. В конце февраля клуб также расстался с тренером Марко Курцем, место на тренерской скамье занял его бывший ассистент Уве Вольф. Под его руководством «львы» выиграли оба следующих матча, но в 9 последующих встречах набрали лишь 6 очков, ни разу не покинув поле победителями. После 32 тура Вольфа сменил Эвальд Линен. В последних двух матчах команда заработала одно очко, чего было достаточно для сохранения места во Второй Бундеслиге.
Весной 2009 началась переговоры между клубом и Николаем Шварцером из Берлина в качестве нового потенциального инвестора. Шварцер произвёл денежный взнос перед заключением договора о покупке. После разногласий между советом директоров, коммерческим директором и Немецким футбольным союзом Шварцер прервал переговоры. Уже уплаченный взнос превратился в долгосрочный кредит, который был оплачен (Шварцер при этом отказался от части своих инвестиций) в 2011 году с приходом инвестора Хасана Исмаика.
Сезон 2009/10 начался для «Мюнхена 1860» не слишком успешно, команда временами находилась в непосредственной близости от зоны вылета. Но ближе к концу первого круга игра «львов» стабилизировалась, и в конце сезона клуб финишировал на 8 месте. В кубке Германии 2009/10 мюнхенцам удалось обыграть берлинскую «Герту» и выйти в 1/8 финала, где они уступили «Шальке».Затем клуб разорвал контракт с Эвальдом Линеном по желанию самого тренера. Линен отправился в Грецию, чтобы встать у руля местного «Олимпиакоса», а «Мюнхен 1860» вновь возглавил Райнер Маурер. 28 июля 2010 умер бывший президент клуба Карл-Хайнц Вильдмозер. 1 августа того же года Манфреда Штофферса на посту коммерческого директора сменил Роберт Ниманн. В октябре 2010 у клуба отняли 2 очка из-за нарушения им процесса получения лицензии.
Финансовая ситуация продолжала оставаться напряжённой, в течение сезона 2010/11 многие игроки ушли или были проданы. Далее на протяжении сезона многие представители клуба заявляли о том, что он близок к банкротству. 14 ноября 2010 новым коммерческим директором был назначен Роберт Шефер, Роберт Ниманн покинул свой пост по личным обстоятельствам. После того как уже в прошлом годуходили слухи о возможном приходе в клуб инвестора с Ближнего Востока, в апреле 2011 это стало реальностью: иорданский бизнесмен Хасан Исмаик заявил о своём интересе к «Мюнхену 1860». В последующие несколько недель были выполнены некоторые условия, некоторые бывшие кредиторы отказались от 40 % полагающихся им сумм долга. Немецкий футбольный союз дважды отклонял предлагаемый договор, но через некоторое время утвердил его после различных изменений. Команда закончила сезон в середине турнирной таблицы. 30 мая 2011 года был заключён договор о сотрудничестве между клубом и Хасаном Исмаиком, по которому 60 % прав на клуб отныне принадлежат фирме Исмаика HAM International Limited.
В сезоне 2011/12 впервые с сезона 2005/06 улучшилась посещаемость по сравнению с прошлым сезоном. С выходом «Гройтер Фюрта» в Бундеслигу «львы» с сезона 2012/13 являются командой, дольше всех играющей во Второй Бундеслиге. Сезон 2012/13 мюнхенцы начали без поражений, набрав 16 очков. Но в следующих 6 матчах было набрано лишь 4 очка, что привело к отставке тренера Райнера Маурера. Руководство заявило, что причиной к отставке послужило то, что цель сезона, спортивное развитие команды, попала под угрозу. Новым тренером стал ассистент Маурера Александр Шмидт. 15 января 2013 года после многочасового заседания совета директоров клуба было объявлено, что в тренерский тандем со Шмидтом войдёт Свен-Ёран Эрикссон. Однако швед отказал через несколько дней. Сезон «синие» закончили на 6 месте.
Сезон 2013/14 «Мюнхен 1860» начал с трёх побед в первых четырёх матчах при довольно невзрачной игре. В следующих двух турах последовали два поражения от аутсайдеров, и 31 августа 2013 года Александр Шмидт был уволен. 7 сентября на смену ему был назначен Фридхельм Функель.
30 мая 2017 в результате поражения от клуба «Ян Регенсбург» во втором квалификационном матче за право остаться во Второй Бундеслиге со счётом 0:2 (первый матч 1:1), клуб Мюнхен 1860 покинул немецкие профессиональные лиги. Клуб не сможет принять участие в турнире Третьей Бундеслиги, так как из за отсутствия финансовых средств не смог внести деньги за лицензию Третьей Лиги. В следующем сезоне клуб начнёт выступления, как 19 команда в региональной лиге Баварии. В клубе сменилось всё руководство. Кроме этого команду покинули все игроки, выступавшие в ней в последнем сезоне. Новая команда будет составлена из игроков молодёжной и юношеских команд. Главным тренером будет Даниель Бирофка.

## Стадион
Домашним стадионом ТСФ Мюнхен 1860 являлась до лета 2017 года Альянц Арена, на которой свои матчи также проводит «Бавария». Арена подсвечивалась разными цветами в зависимости от цветов клуба, который на ней играет. Для «Баварии» это красный цвет, для «Мюнхена 1860» — синий.
На Альянц Арене проводился матч открытия Чемпионата мира по футболу 2006 между сборными Германии и Коста-Рики, а также ещё несколько матчей этого турнира (матч Германия — Швеция на групповом этапе) и полуфинал Франция — Португалия.
В настоящий момент 1860 Мюнхен играет на своём старом домашнем стадионе — Городском стадионе на Грюнвальдер штрассе (стадион находится по расположению недалёко от центра города в районе Giesing, станция мюнхенского метро U1 Wettersteinplatz.

## Состав
| 1  | Германия          | Вр  | Марко Хиллер            | 1997 |  |  |  |  |  |
| 12 | Финляндия         | Вр  | Джулиус Шмид            | 2001 |  |  |  |  |  |
| 15 | Германия          | Вр  | Дэвид Рихтер            | 1999 |  |  |  |  |  |
| 39 | Германия          | Вр  | Максимилиан Ротхаушер   | 2003 |  |  |  |  |  |
|    |                   |     |                         |      |  |  |  |  |  |
| 2  | Германия          | Защ | Каан Курт               | 2001 |  |  |  |  |  |
| 3  | Германия          | Защ | Никлас Ланг             | 2002 |  |  |  |  |  |
| 4  | Нидерланды        | Защ | Йеспер Верлат (капитан) | 1996 |  |  |  |  |  |
| 11 | Германия          | Защ | Фабиан Грайлингер       | 2000 |  |  |  |  |  |
| 21 | Германия          | Защ | Лерой Квадво            | 1996 |  |  |  |  |  |
| 24 | Германия          | Защ | Дэниел Уинклер          | 2003 |  |  |  |  |  |
| 29 | Германия          | Защ | Килиан Людевиг          | 2000 |  |  |  |  |  |
| 35 | Австрия           | Защ | Михаэль Глюк            | 2003 |  |  |  |  |  |
| 36 | Германия          | Защ | Филипп Штайнхарт        | 1992 |  |  |  |  |  |
|    |                   |     |                         |      |  |  |  |  |  |
| 5  | Республика Косово | ПЗ  | Эрол Зейнулаху          | 1994 |  |  |  |  |  |
| 6  | Германия          | ПЗ  | Тим Ридер               | 1993 |  |  |  |  |  |

| 7  | Германия                  | Нап | Юлиан Гуттау      | 1999 |  |  |  |  |  |
| 8  | Намибия                   | ПЗ  | Манфред Штарке    | 1991 |  |  |  |  |  |
| 10 | Республика Косово         | ПЗ  | Альбион Вренези   | 1993 |  |  |  |  |  |
| 18 | Германия                  | ПЗ  | Тим Клосс         | 2004 |  |  |  |  |  |
| 30 | Сербия                    | ПЗ  | Милош Чочич       | 2003 |  |  |  |  |  |
| 31 | Германия                  | ПЗ  | Никлас Тарнат     | 1998 |  |  |  |  |  |
| 37 | Германия                  | ПЗ  | Марлон Фрей       | 1996 |  |  |  |  |  |
|    |                           |     |                   |      |  |  |  |  |  |
| 9  | Нидерланды                | Нап | Джоэл Цвартс      | 1999 |  |  |  |  |  |
| 13 | Германия                  | Нап | Тарсис Бонга      | 1997 |  |  |  |  |  |
| 17 | Германия                  | Нап | Моррис Шрётер     | 1995 |  |  |  |  |  |
| 19 | Германия                  | Нап | Финн Лакенмахер   | 2000 |  |  |  |  |  |
| 22 | Республика Косово         | Нап | Вальмир Сулеймани | 1996 |  |  |  |  |  |
| 23 | Турция                    | Нап | Девин Сюр         | 2004 |  |  |  |  |  |
| 27 | Соединённые Штаты Америки | Нап | Мансур Уро-Тагба  | 2004 |  |  |  |  |  |

## Мюнхенское дерби
Является одним из основных соперников мюнхенской «Баварии» в борьбе за зрителя. Мюнхенское дерби «Мюнхен 1860» — «Бавария Мюнхен» вызывает интерес у болельщиков и специалистов, но главным дерби страны считалось редко. В сезоне 2007—2008 два мюнхенских клуба встречались в четвертьфинале Кубка Германии, победу со счётом 1-0 праздновала «Бавария».

## Достижения

### Национальные
- Чемпион Германии: 1966
- Вице-чемпион Германии: 1931, 1967
- Обладатель Кубка Германии: 1942, 1964

### Международные
- Финалист Кубка кубков УЕФА: 1965

## Форма

### Домашняя
| 2015/16 | 2016/17 | 2017/18 | 2018/19 | 2019/20 | 2020/21 | 2021/22 | 2022/23 | 2023/24 | 2024/25 |

### Гостевая
| 2015/16 | 2016/17 | 2017/18 | 2018/19 | 2019/20 | 2020/21 | 2021/22 | 2022/23 | 2023/24 | 2024/25 |

### Резервная
| 2015/16 | 2016/17 | 2019/20 | 2020/21 | 2022/23 | 2023/24 | 2024/25 |

Источники:,